# Kto wierzy w bociany?
Kto wierzy w bociany? – polski dramat psychologiczno-obyczajowy z 1970 roku.
Premiera odbyła się w podwójnym pokazie z dokumentem Konsul i inni Krzysztofa Gradowskiego z 1970 roku

## Obsada aktorska
- Lech Łotocki – Filip Norkowski
- Mariola Kukuła – Danka Borowiec
- Jadwiga Hańska – babka Filipa
- Teresa Tuszyńska – matka Filipa
- Anna Koławska – Barbara, macocha Danki
- Eliasz Kuziemski – pan Janek, znajomy matki Filipa
- Zdzisław Kuźniar – Borowiec, ojciec Danki
- Krzysztof Machowski – kolega Danki
- Ferdynand Matysik – Norkowski, ojciec Filipa
- Zbigniew Lesień – wczasowicz Roman